# Sidney Verba
Sidney Verba (New York, 1932. május 26. – Cambridge, Massachusetts, 2019. március 4.) amerikai politológus, könyvtáros és könyvtári adminisztrátor. Elméleti érdeklődése elsősorban az amerikai, illetve az összehasonlító politikák köré csoportosul. A Harvard Egyetemen Carl H. Pforzheimer University Professor volt. 1984 és 2007 között a Harvard Egyetem Könyvtárának a vezetője.2006-ban adott hangot először visszavonulásának, amikor is így fogalmazott: 
Az akadémikusok az egyedüliek, akik szerintem megértik a következőt: „most remélhetőleg szerzek egy kis szabadidőt, hogy érdemi munkát tudjak végezni”

## Harvard
A Harvard fakultás tagjaként Verba hozzájárulása a tudományos élethez növelte annak presztízsét és tudományos elismertségét. Példának okáért 2007-es visszavonulása után elnökölt a Naptári Reformok Egyetemi Bizottságában, amely 2003-ban kezdte meg működését. Ez a bizottság egyetemi hallgatókat és a fakultás tagjait foglalja magában elsősorban.

## Könyvtáros
A Harvard akkori igazgatója, Derek Bok 1984-ben nevezte ki a könyvtár igazgatójának. Négy jelentős területen dolgozott könyvtári igazgatósága idején, amelyek más egyetemi és akadémiai kutatások alapjául is szolgáltak. Az igazgató vallomása szerint Verba az egyetem egyik legtranszformatívabb időszakában vezette a könyvtárat. 24 évig volt a könyvtár igazgatója.

## Harvard-Google digitalizációs együttműködés
Verba kétségtelenül központi szerepet játszott a Google Könyvek Könyvtári Projektjében, amely számos megállapodást foglal magában a Google és a legjelentősebb nemzetközi könyvtárak között, amelynek keretein belül számos publikus könyv kerül teljes egészében és ingyenesen elérhetővé az interneten. Verba feladata elsősorban a digitális protokoll fejlesztésében, logisztikai és szervezési munkálatokban, illetve adminisztrációs segítségnyújtásban nyilvánult meg.Munkájának legkeményebb részét az intézményi vita moderálása jelentette, amely a projekt várható következményeiről szólt. Ezekkel kapcsolatban ő maga gyakran fel is szólalt.

## Politikatudós
Bármennyire is volt elhivatott könyvtárosi munkájában a Harvard Egyetem falai között, mindvégig aktívan foglalkozott a politikatudománnyal is. A legtöbb tudós elhalasztja kutatását, ha ilyen időigényes adminisztratív munkát végez egyetemi környezetben, Verba azonban nem így tett. Ő úgy gondolta, hogy a fakultáson betöltött pozíciója volt az ő "igazi munkája". A könyvtár igazgatása melletti években félállásban tanított az egyetemen, valamint saját, független kutatási projekteket is folytatott. Ha egy szóban kellene összefoglalni Verba legfontosabb kutatási területét, akkor az a részvétel szó lenne. Munkásságának középpontjában az a kérdés állt, hogy kinek a hangja hallatszik a kormány munkája során? Vitatja, hogy a politikatudományi érdeklődés középpontjába kerültek volna azok a kérdések, amelyek a politikai részvétellel foglalkoznak, saját kezdeti érdeklődését pedig Gabriel Almond Professzornak (Princeton Egyetem), személyes mentorának tulajdonítja. Verba 1959-ben szerzett Ph.D. diplomát a Princeton Egyetemen, 1963-ban pedig közös munkájuk is született. (címe:The Civic Culture: Political Attitudes and Democracy in Five Nations)
Visszavonulása után továbbra is foglalkozik politikatudományi kérdésekkel, elsősorban az Egyesült Államok ban található érdekcsoportokkal. Elsődleges kutatási célja egy olyan statisztikai modell felállítása volt, amely bemutatja az Egyesült Államokban található érdekcsoportokat.

## Díjai
- Johan Skytte Díj (2002) a politikatudományhoz történő megkülönböztetett hozzájárulásáért
- Amerikai Politikatudományi Társaság (APSA), elnök (1994)
- tag: Nemzeti Tudományos Akadémia
- Fellowship (1980)
- tag: American Academy of Arts and Sciences
- tag: Center for Advanced Study in the Behavioral Sciences Archiválva 2015. október 29-i dátummal a Wayback Machine-ben

## Kiemelt művek
Verba munkássága 83 művet, 201 publikációt foglal magába 8 nyelven.
- Johan Skytte Díj (2002) a politikatudományhoz történő megkülönböztetett hozzájárulásáért
- Amerikai Politikatudományi Társaság (APSA), elnök (1994)
- 1961—Small Groups and Political Behavior: A Study of Leadership. Princeton: Princeton University Press.
- 1963—The Civic Culture: Political Attitudes and Democracy in Five Nations. Princeton: Princeton University Press—with Gabriel Almond.
- 1972—Participation in America: Political Democracy and Social Equality. New York: Harper & Row—with Norman H. Nie.
- 1985—Equality in America: A View from the Top Cambridge: Harvard University Press—with Gary R. Orren.
- 1987—Elites and the Idea of Equality: A Comparison of Japan, Sweden, and the United States. Cambridge: Harvard University Press—with Steven Kelman, Gary R. Orren, Ichiro Miyake, Joji Watanuki, Ikuo Kabashima, and G. Donald Ferree.
- 1994—Designing Social Inquiry: Scientific Inference in Qualitative Research Princeton: Princeton University Press—with Gary King and Robert Keohane
- 1995—Voice and Equality: Civic Voluntarism in American Politics. Cambridge: Harvard University Press—with Kay Lehman Schlozman and Henry Brady.
- 2001—The Private Roots of Public Action: Gender, Equality, and Political Participation. Cambridge: Harvard University Press—with Nancy Burns and Kay Lehman Schlozman.
- 2005—Contest of Symbols: The Sociology of Election Campaigns through Israeli Ephemera by Hanna Herzog (Foreword by Sidney Verba). Cambridge: Harvard University Press.
- 2011—A Life in Political Science Annual Review of Political Science.
- 2012—The Unheavenly Chorus: Unequal Political Voice and the Broken Promise of American Democracy by Kay Lehman Schlozman, Sidney Verba, and Henry E. Brady

## Fordítás
- Ez a szócikk részben vagy egészben  a   Sidney Verba című angol Wikipédia-szócikk ezen változatának fordításán alapul.  Az eredeti cikk szerkesztőit annak laptörténete sorolja fel. Ez a jelzés csupán a megfogalmazás eredetét és a szerzői jogokat jelzi, nem szolgál a cikkben szereplő információk forrásmegjelöléseként.